# Rhue (Fluss)
Die Rhue, manchmal auch Grande Rhue genannt, ist ein Fluss in Frankreich, der in den Regionen Auvergne-Rhône-Alpes und Nouvelle-Aquitaine verläuft.

## Verlauf
Die Rhue entspringt in den Monts Dore, im Regionalen Naturpark Volcans d’Auvergne, in der Nähe des Wintersportortes Super Besse, im Gemeindegebiet von Besse-et-Saint-Anastaise. Sie verläuft zuerst in südlicher, dann in westlicher Richtung und mündet nach rund 57 Kilometern bei Bort-les-Orgues als linker Nebenfluss in die Dordogne. Auf ihrem Weg durchquert die Rhue die Départements Puy-de-Dôme, Cantal und Corrèze.

## Orte am Fluss
- Égliseneuve-d’Entraigues
- Condat

## Sehenswürdigkeiten
- Wasserfall Saut de la Saule
- Schlucht Gorges de la Rhue

## Kraftwerke
- Stausee von Les Essarts, errichtet 1927, aufgestaute Wasserfläche 37 ha.
- Stausee von Vaussaire, errichtet 1953, aufgestaute Wasserfläche 23 ha